# Srpski Krstur
Srpski Krstur (serbocroata cirílico: Српски Крстур; húngaro: Ókeresztúr) es un pueblo de Serbia perteneciente al municipio de Novi Kneževac en el distrito de Banato del Norte de la provincia autónoma de Voivodina.
En 2011 tenía 1321 habitantes. Más de dos tercios de los habitantes son serbios étnicos, quienes conviven con minorías de gitanos y magiares.
Se conoce la existencia de la localidad desde el siglo XIV, cuando se menciona en documentos del reino de Hungría como un pueblo llamado "Papkeresztúr", cuyo señor feudal Lőrinc Bernátfia lo donó tras su fallecimiento sin herederos al cabildo catedralicio de Csanád. En el siglo XV, los reyes Ladislao el Póstumo y Matías Corvino concedieron exenciones fiscales al pueblo. El asentamiento original se despobló a partir del siglo XVI con la invasión otomana y no se volvió a habitar establemente hasta el siglo XVIII, cuando fue repoblado principalmente por serbios con el topónimo "Krstur".
Se ubica en la orilla oriental del río Tisza, unos 5 km al norte de la capital municipal Novi Kneževac, sobre la carretera 103 que lleva a Szeged. Al otro lado del río, sin puente de acceso, se ubica el pueblo de Martonoš.